# Mandla Masango
Mandla Masango est un footballeur sud-africain né le 18 juillet 1989 à Kwaggafontein (en). Il évolue au poste de milieu de terrains.

## Palmarès
- Champion d'Afrique du Sud en 2013 et 2015
- Vainqueur de la Coupe d'Afrique du Sud en 2013 et 2017